# تامی بولین
تامی بولین (انگلیسی: Tommy Bolin; ۱ اوت ۱۹۵۱ – ۴ دسامبر ۱۹۷۶) گیتارنواز و ترانه‌پرداز اهل ایالات متحده آمریکا بود. وی بین سال‌های ۱۹۶۶ تا ۱۹۷۶ میلادی فعالیت می‌کرد.